# 鳴哀鴿

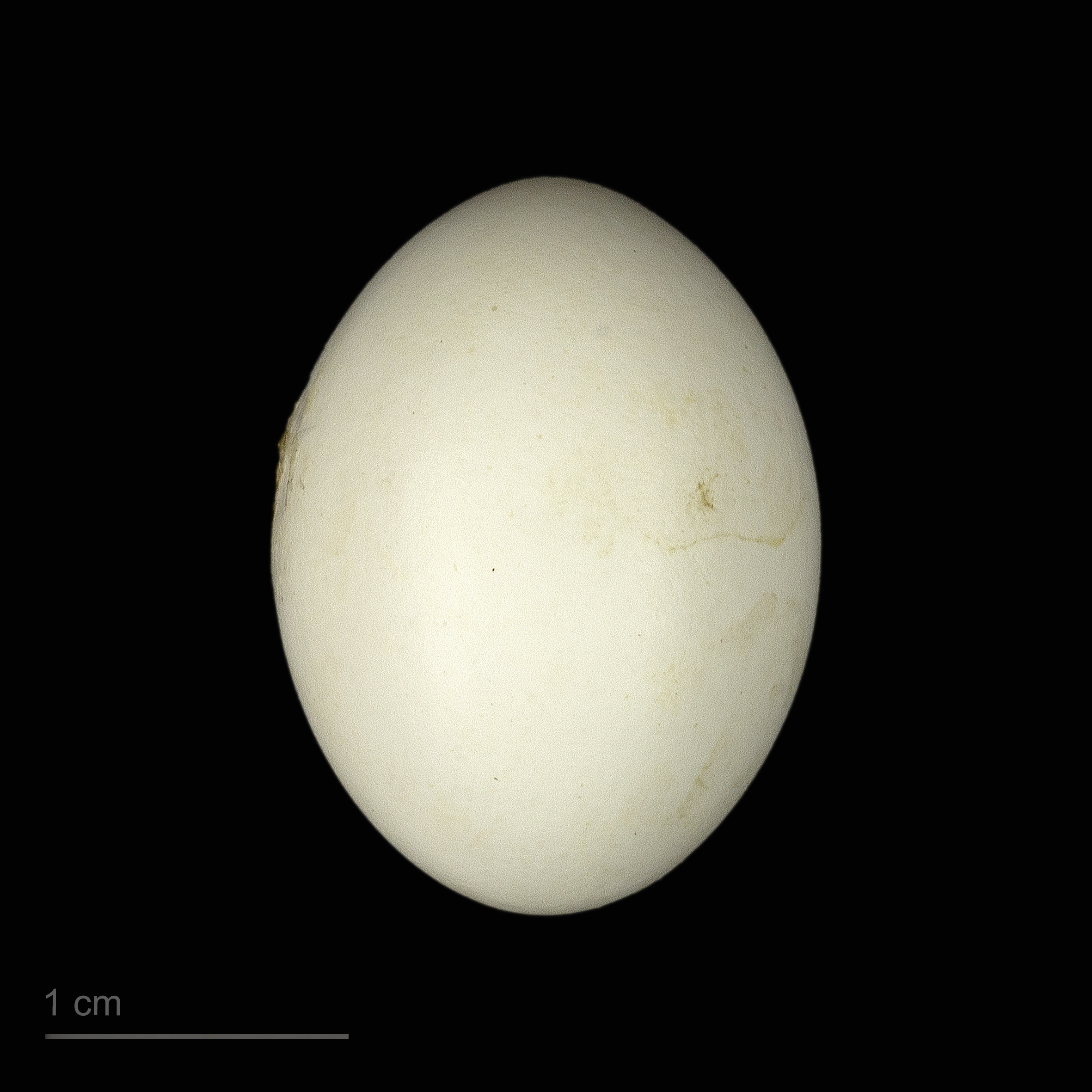
卵 Zenaida aurita aurita

鳴哀鴿（學名：Zenaida aurita）是鳩鴿科的一種鳥類。它們是安圭拉的國鳥，分佈在加勒比海地區及尤卡坦半島。有指它們在佛羅里達礁島群繁殖，但在科羅拉多州經證實的卻只有三次紀錄。它們會在樹或灌木上築巢，每次會生兩顆鳥蛋。若沒有掠食者，它們也會在石縫間及植被上築巢。一些鳴哀鴿每年可以生4胎。鳥蛋要2星期才孵化，幼鳥一般在2星期大就會換羽。雙親會以反芻物來餵哺雛鳥。
鳴哀鴿是留鳥，在其分佈地十分普遍。它們長約28-30厘米。它們的外觀很像哀鴿，但體型較為細小，尾巴較短及圓，顏色也較深。它們的雙翼上有一些白邊。
鳴哀鴿棲息在廣闊及半開放的環境。它們的叫聲很像哀鴿，但稍為快速。
鳴哀鴿會在地上覓食，主要吃殼物及種子，有時也會吃昆蟲。它們一般會到水邊的地方覓食。它們經常吞下小石來幫助消化，也會從土壤或鹽鹼地攝取鹽份。相信鹽份可以幫助形成鳥蛋或生產鴿乳。